# Festival di Cannes 1994
La 47ª edizione del Festival di Cannes si è svolta a Cannes dal 12 al 23 maggio 1994.
La giuria presieduta dal regista statunitense Clint Eastwood ha assegnato la Palma d'oro per il miglior film a Pulp Fiction di Quentin Tarantino.

## Selezione ufficiale

### Concorso
- Il sosia - Che fatica essere se stessi (Grosse fatigue), regia di Michel Blanc (Francia)
- Barnabo delle montagne, regia di Mario Brenta (Italia/Francia/Svizzera)
- La Regina Margot (La Reine Margot), regia di Patrice Chéreau (Francia/Italia/Germania)
- Mister Hula Hoop (The Hudsucker Proxy), regia di Joel Coen (e Ethan Coen non accreditato) (Gran Bretagna/Germania/USA)
- Exotica, regia di Atom Egoyan (Canada)
- I ricordi di Abbey (The Browning Version), regia di Mike Figgis (Gran Bretagna)
- Le buttane, regia di Aurelio Grimaldi (Italia)
- Swaham, regia di Shaji N. Karun (India)
- Sotto gli ulivi (Zire darakhatan zeyton), regia di Abbas Kiarostami (Francia/Iran)
- Tre colori: Film Rosso (Trois couleurs: Rouge), regia di Krzysztof Kieślowski (Polonia/Francia/Svizzera)
- Asja e la gallina dalle uova d'oro (Kurochka Ryaba), regia di Andrei Konchalovsky (Russia/Francia)
- Sole ingannatore (Utomlyonnye solntsem), regia di Nikita Mikhalkov (Russia/Francia)
- Caro diario, regia di Nanni Moretti (Italia/Francia)
- Neak sre, regia di Rithy Panh (Cambogia/Francia/Svizzera/Germania)
- Un'estate indimenticabile (Un été inoubliable), regia di Lucian Pintilie (Romania/Francia)
- La reina de la noche, regia di Arturo Ripstein (Messico/Francia/USA)
- Storie di spie (Les patriotes), regia di Éric Rochant (Francia)
- Mrs. Parker e il circolo vizioso (Mrs. Parker and the Vicious Circle), regia di Alan Rudolph (USA)
- Pulp Fiction, regia di Quentin Tarantino (USA)
- Una pura formalità, regia di Giuseppe Tornatore (Italia/Francia)
- Il suonatore di violino (Le joueur de violon), regia di Charles Van Damme (Francia/Germania/Belgio)
- A Confucian Confusion (Du li shi dai), regia di Edward Yang (Taiwan)
- Vivere! (Huozhe), regia di Zhang Yimou (Cina/Hong Kong)

### Fuori concorso
- Eau de la vie, regia di Simon Baré (Nuova Zelanda)
- The Model, regia di Jonathan Brough (Nuova Zelanda)
- I'm So Lonesome I Could Cry, regia di Michael Hurst (Nuova Zelanda)
- Stroke, regia di Christine Jeffs (Nuova Zelanda)
- Montand, regia di Jean Labib (Francia)
- The Dig, regia di Neil Pardington (Nuova Zelanda)
- Wet, regia di Bob Rafelson (Germania/USA)
- A Game with No Rules, regia di Scott Reynolds (Nuova Zelanda)
- The Dutch Master, regia di Susan Seidelman (Germania/USA)
- Jeungbal, regia di Shin Sang-ok (Corea del Sud)
- La signora ammazzatutti (Serial Mom), regia di John Waters (USA)

### Un Certain Regard
- Bab El-Oued City, regia di Merzak Allouache (Algeria/Francia/Germania/Svizzera)
- L'eau froide, regia di Olivier Assayas (Francia)
- Il sogno della farfalla, regia di Marco Bellocchio (Italia/Svizzera/Francia)
- Casa de Lava, regia di Pedro Costa (Portogallo/Francia/Germania)
- J'ai pas sommeil, regia di Claire Denis (Francia/Svizzera)
- Priscilla - La regina del deserto (The Adventures of Priscilla, Queen of the Desert), regia di Stephan Elliott (Australia)
- Il prezzo della vita (Picture Bride), regia di Kayo Hatta (Giappone/USA)
- Il tuo amico nel mio letto (Sleep with Me), regia di Rory Kelly (USA)
- Clean, Shaven, regia di Lodge Kerrigan (USA)
- Jancio Wodnik, regia di Jan Jakub Kolski (Polonia)
- Bosna!, regia di Bernard-Henri Lévy e Alain Ferrari (Francia/Bosnia ed Erzegovina)
- Xinghua san yue tian, regia di Li Yin (Cina)
- Los náufragos, regia di Miguel Littín (Cile)
- Sin compasión, regia di Francisco J. Lombardi (Perù/Messico/Francia)
- Così mi piace (I Like It Like That), regia di Darnell Martin (USA)
- Xime, regia di Sana Na N'Hada (Paesi Bassi/Guinea-Bissau)
- Uttoran, regia di Sandip Ray (India)
- Suture, regia di David Siegel e Scott McGehee (USA)
- Drømspel, regia di Unni Straume (Norvegia/Svezia)
- Faust, regia di Jan Švankmajer (Repubblica Ceca/Francia/Gran Bretagna)
- L'età acerba (Les roseaux sauvages), regia di André Téchiné (Francia)

## Settimana internazionale della critica
- Regarde les hommes tomber, regia di Jacques Audiard (Francia)
- Il guardiano di notte (Nattevagten), regia di Ole Bornedal (Danimarca)
- El dirigible, regia di Pablo Dotta (Italia/Francia/Gran Bretagna/Messico/Cuba/Uruguay/USA)
- Wildgroei, regia di Frouke Fokkema (Paesi Bassi)
- Hatta Ishaar Akhar, regia di Rashid Masharawi (Israele/Francia/Palestina/Germania/Paesi Bassi)
- Zinat, regia di Ebrahim Mokhtari (Iran)
- Clerks - Commessi (Clerks), regia di Kevin Smith (USA)

## Quinzaine des Réalisateurs
- Três Palmeiras, regia di João Botelho (Portogallo/Francia)
- Les Amoureux, regia di Catherine Corsini (Francia)
- Senza pelle, regia di Alessandro D'Alatri (Italia)
- A caixa, regia di Manoel de Oliveira (Portogallo/Francia)
- Petits arrangements avec les morts, regia di Pascale Ferran (Francia)
- Ap'to hioni, regia di Sotiris Goritsas (Grecia)
- 71 frammenti di una cronologia del caso (71 Fragmente einer Chronologie des Zufalls), regia di Michael Haneke (Austria/Germania)
- Amateur, regia di Hal Hartley (USA/Gran Bretagna/Francia)
- Le nozze di Muriel (Muriel's Wedding), regia di P.J. Hogan (Australia/Francia)
- Bei kao bei, lian dui lian, regia di Jianxin Huang (Cina/Hong Kong)
- Trop de bonheur, regia di Cédric Kahn (Francia)
- Bandit Queen, regia di Shekhar Kapur (India/Gran Bretagna)
- Tatjana (Pidä huivista kiinni, Tatjana), regia di Aki Kaurismäki (Finlandia/Germania)
- Wrony, regia di Dorota Kędzierzawska (Polonia)
- Mangiare bere uomo donna (Yin shi nan nu), regia di Ang Lee (Taiwan/USA)
- Faut pas rire du bonheur, regia di Guillaume Nicloux (Francia)
- MGM Sarajevo: Covjek, Bog, Monstrum, regia del collettivo SAGA group (Sarajevo Group of Authors) (Ismet Arnautalic, Mirsad Idrizovic, Ademir Kenović, Pjer Žalica) (Bosnia ed Erzegovina)
- Ciao America (Auf Wiedersehen Amerika), regia di Jan Schütte (Germania/Polonia)
- Ṣamt al-quṣūr, regia di Moufida Tlatli (Francia/Tunisia)
- Katya Ismailova, regia di Valeri Todorovsky (Russia/Francia)
- Fresh, regia di Boaz Yakin (USA/Francia)

## Giurie

### Concorso
- Clint Eastwood, regista (USA) - presidente
- Catherine Deneuve, attrice (Francia) - vicepresidente
- Pupi Avati, regista (Italia)
- Guillermo Cabrera Infante, scrittore (Cuba)
- Kazuo Ishiguro, scrittore (Giappone)
- Alexandr Kajdanovsky, regista (Russia)
- Marie-Françoise Leclere, giornalista (Francia)
- Sang-ok Shin, regista (Corea del Sud)
- Lalo Schifrin, compositore (Argentina)
- Alain Terzian, produttore (Francia)

### Caméra d'or
- Marthe Keller, attrice (Svizzera)
- Hans Beerekamp, critico
- Josée Brossar, cinefila (Francia)
- Mario Dorminsky (Portogallo)
- An-Cha Flubacher Rhim, critico
- François Ode, regista (Francia)
- Georges Pansu, tecnico
- Jacques Zimmer, critico (Francia)

## Palmarès
- Palma d'oro: Pulp Fiction, regia di Quentin Tarantino (USA)
- Grand Prix Speciale della Giuria: Vivere! (Huozhe), regia di Zhang Yimou (Cina/Hong Kong) ex aequo Sole ingannatore (Utomlyonnye solntsem), regia di Nikita Mikhalkov (Russia/Francia)
- Premio della giuria: La Regina Margot (La Reine Margot), regia di Patrice Chéreau (Francia/Italia/Germania)
- Prix d'interprétation féminine: Virna Lisi - La Regina Margot (La Reine Margot), regia di Patrice Chéreau (Francia/Italia/Germania)
- Prix d'interprétation masculine: Ge You - Vivere! (Huozhe), regia di Zhang Yimou (Cina/Hong Kong)
- Prix de la mise en scène: Nanni Moretti - Caro diario (Italia/Francia)
- Prix du scénario: Michel Blanc - Il sosia - Che fatica essere se stessi (Grosse fatigue), regia di Michel Blanc (Francia)
- Grand Prix tecnico: Pitof - Il sosia - Che fatica essere se stessi (Grosse fatigue), regia di Michel Blanc (Francia)
- Caméra d'or: Petits arrangements avec les morts, regia di Pascale Ferran (Francia)
  - Caméra d'oro - Menzione speciale: Ṣamt al-quṣūr, regia di Moufida Tlatli (Francia/Tunisia)
- Premio Mercedes-Benz per il miglior film della Settimana della Critica: Clerks - Commessi (Clerks), regia di Kevin Smith (USA)
- Premio FIPRESCI: Bab El-Oued City, regia di Merzak Allouache (Algeria/Francia/Germania/Svizzera) ex aequo Exotica, regia di Atom Egoyan (Canada)
- Premio della giuria ecumenica: Vivere! (Huozhe), regia di Zhang Yimou (Cina/Hong Kong) ex aequo Sole ingannatore (Utomlyonnye solntsem), regia di Nikita Mikhalkov (Russia/Francia)